# リタ・ジェプトゥー
リタ・ジェプトゥー （Rita Jeptoo, 1981年2月15日 - ）はケニアのマラソンランナー。ボストンマラソンでは2014年に記録した2時間18分57秒のコースレコードを含め3回優勝し、またシカゴ、ストックホルム、ミラノの各マラソン大会で優勝した。

## 経歴
ジェプトゥーは初マラソンとなる2004年のストックホルムマラソンで優勝し、その後のミラノマラソンでも連続優勝した。2005年のトリノマラソンでは3位、2005年世界陸上マラソンでは2時間24分22秒の自己ベストで7位だった。
2006年、ボストンマラソンにて土佐礼子、エレナ・プロコプツカらに競り勝ち2時間23分38秒で優勝し、パリハーフマラソンでも優勝した。 2006年世界ロードランニング選手権（ハーフマラソン）では3位 、同年のニューヨークシティマラソンでは4位だった。
2007年に連覇を目指したボストンマラソンでは4位で、「私は寒さで調子が悪かった。リズムに乗る事ができなかった。」と語った。同年のリスボンハーフマラソンで優勝し、その後の2007年世界陸上マラソンでは個人7位で団体では優勝した。彼女は、オブドゥクロスカントリーレースでコースレコードで優勝、5万ドルの賞金を獲得して2007年を終えた。
2008年には彼女はポルトガルハーフマラソンを勝った。2008年のシーズンはボストンで3位、ニューヨークで4位だった。2008年末から2011年まで彼女は出産のため競技を休んだ。 
復帰レースとなった2011年ロッテルダムマラソンでは2時間28分09秒で5位だった。フランクフルトマラソンでは5位ながら、2時間25分44秒を出した。
2012年のボストンマラソンでは6位、ビーチトゥビーコン10kmとファルマロードレースでは4位だった。しかし2012年シカゴマラソンで、アツェデ・バイッサとの接戦の末2着となったものの、2時間22分04秒の自己ベストを出した。
2013年、RAKハーフマラソンでは66分27秒で3位だったが、続くボストンマラソンを2時間26分25秒で、シカゴマラソンを2時間19分57秒の自己ベストで連勝した。
2014年ボストンマラソンでは2時間18分57秒の大会新記録で優勝、これはボストンマラソンにおいて3度目の優勝となった。
2014年9月、競技外で受けたドーピング検査で禁止薬物に陽性反応を示した。12月予備のB検体も陽性反応を示したことが明らかになった。

## 私生活
彼女は中距離ランナーのNoah Busieneiと結婚している。

## 主な成績
| 年         | 大会                   | 会場                        | 結果       | 種目           | 補足         |
| ケニア代表 | ケニア代表             | ケニア代表                  | ケニア代表 | ケニア代表     | ケニア代表   |
| ---------- | ---------------------- | --------------------------- | ---------- | -------------- | ------------ |
| 2004       | ストックホルムマラソン | スウェーデン ストックホルム | 1位        | マラソン       | 2:35:14      |
| 2004       | ミラノマラソン         | イタリア ミラノ             | 1位        | マラソン       | 2:28:11      |
| 2005       | 世界陸上競技選手権大会 | フィンランド ヘルシンキ     | 7位        | マラソン       | 2:24:22      |
| 2006       | パリハーフマラソン     | フランス パリ               | 1位        | ハーフマラソン | 1:09:56      |
| 2006       | ボストンマラソン       | アメリカ合衆国 ボストン     | 1位        | マラソン       | 2:23:38      |
| 2007       | リスボンハーフマラソン | ポルトガル リスボン         | 1位        | ハーフマラソン | 1:07:05      |
| 2013       | ボストンマラソン       | アメリカ合衆国 ボストン     | 1位        | マラソン       | 2:26:25      |
| 2013       | シカゴマラソン         | アメリカ合衆国 シカゴ       | 1位        | マラソン       | 2:19:57      |
| 2014       | ボストンマラソン       | アメリカ合衆国              | 1位        | マラソン       | 2:18:57 (CR) |